# گوردان پتریچ
گوردان پتریچ (انگلیسی: Gordan Petrić؛ زادهٔ ۳۰ ژوئیهٔ ۱۹۶۹) بازیکن فوتبال اهل صربستان بود.
از باشگاه‌هایی که در آن بازی کرده‌است می‌توان به باشگاه فوتبال آ. ا. ک آتن، باشگاه فوتبال رنجرز، باشگاه فوتبال داندی یونایتد، باشگاه فوتبال داندی، باشگاه فوتبال هارت آف میدلوتیان، باشگاه فوتبال کریستال پالاس، باشگاه فوتبال بئوگراد، و باشگاه فوتبال پارتیزان اشاره کرد.
وی همچنین در تیم‌های ملی فوتبال زیر ۲۱ سال یوگسلاوی و صربستان و مونته‌نگرو بازی کرده‌است.